# Ерих I фон Брауншвайг-Грубенхаген
Ерих I фон Брауншвайг-Грубенхаген Победител (на немски: Erich I, Herzog von Braunschweig-Grubenhagen, der Sieger; * ок. 1383, † 28 май 1427) от род Велфи (Стар Дом Брауншвайг), е херцог на Херцогство Брауншвайг-Люнебург и княз на Брауншвайг-Грубенхаген от 1383 до 1427 г.

## Живот
Ерих е единственият син на херцог Албрехт I фон Брауншвайг-Грубенхаген (1339 – 1383) и съпругата му Агнес I фон Брауншвайг-Люнебург († 1410), дъщеря на херцог Магнус II от Брауншвайг († 1373).
След смъртта на баща му през 1383 г. Ерих е до 1401 г. под опекунството на чичо му, херцог Фридрих фон Брауншвайг-Остероде (1350 – 1421). През 1402 г. той сключва с него договор за управлението на страната и се мести в Залцдерхелден.
През 1406 г. Ерих попада в плен в Линдау (Айхсфелд) при конфликт с господарите фон Харденберг и е освободен. През 1415 г. се бие с графовете фон Хонщайн заради Графство Лаутерберг в Харц и ги побеждава при село Остерхаген. През 1424 г. той има конфликт с ландграф Фридрих IV от Тюринген заради град Айнбек.
Ерих I фон Брауншвайг-Грубенхаген умира на 28 май 1427 г. и е погребан в църквата „Св. Александер“, Айнбек.

## Фамилия
Ерих I фон Брауншвайг-Грубенхаген се жени на 1 или 14 юли 1405 г. за Елизабет фон Брауншвайг-Гьотинген († 1444), дъщеря на херцог Ото I от Гьотинген (1340 – 1394). Те имат пет дъщери и трима сина:
- Агнес II (1406 – 1439), от 1412 г. абатиса на манастир на Гандерсхайм
- София (1407 – 1485), абатиса на манастир Гандерсхайм
- Елизабет (1409 – 1452), омъжена 1431 г. за херцог Казимир V от Померания (1380 – 1435), абатеса на Гандерсхайм
- Маргарета (1411 – 1456), омъжена за Симон IV фон Липе, господар на Липе
- Анна (1414 – 1474), омъжена на 6 ноември 1436 г. в Мюнхен за Албрехт III (1401 – 1460), херцог на Бавария-Мюнхен и II. за Фридрих III фон Брауншвайг-Каленберг-Гьотинген (1424 – 1495)
- Хайнрих III (1416 – 1464), княз на Брауншвайг-Грубенхаген
- Ернст II (1418 – 1466), княз на Брауншвайг-Грубенхаген, от 1464 г. пробст на манастир Александър в Айнбек
- Албрехт II (1419 – 1485), княз на Брауншвайг-Грубенхаген